# Un dorado de Pancho Villa
Un dorado de Pancho Villa és una pel·lícula dramàtica mexicana del 1967 escrita i dirigida per Emilio Fernández Romo. Va formar part de la selecció oficial del 5è Festival Internacional de Cinema de Moscou.

## Sinopsi
Després que Pancho Villa deposi les armes, un dels seus "dorados", el major Aurelio Pérez, torna al seu poble de naixement. Allí descobreix que la seva mare ha mort i que la seva promesa Amalia s'ha casat amb Gonzalo, el cacic del poble. Intenta refer la seva vida casant-se amb María Dolores. Tanmateix no pot evitar les velles rancúnies i s'enfronta al marit de la seva antiga promesa.

## Repartiment
- Emilio Fernández - Aurelio Pérez
- Maricruz Olivier - Amalia Espinosa
- Carlos López Moctezuma - Gonzalo de los Monteros
- Sonia Amelio - María Dolores
- José Eduardo Pérez- Comandante Pérez
- José Trinidad Villa
- Jorge Pérez Hernández
- Aurora Cortés
- Celia Viveros
- Margarita Cortés
- Leonor Gómez
- Margarito Luna
- Salvador Godínez